# エマヌエレ・ジャッケリーニ
エマヌエレ・ジャッケリーニ（Emanuele Giaccherini, 1985年5月5日 - ）は、イタリア出身の元サッカー選手。ポジションはFW、MF。

## 経歴

### クラブ
2002年にACチェゼーナの下部組織に加入。2004年レンタルで加入したフォルリFCにてプロデビューを果たし、2005年からはACベッラリア・イジェア、2007-2008シーズンはACパヴィーアにレンタルされた。2008年よりチェゼーナで再びプレーしており、セリエA昇格に貢献。
セリエAでの活躍が認められ、2011年にはユヴェントスFCに300万ユーロで共同保有で移籍した。2011-12シーズン終了後には残りの保有権をユヴェントスが425万ユーロで買い取った。当初はウイングで起用されていたが、アントニオ・コンテ監督が4-2-4から4-3-3に移行し始めると中盤のインサイドハーフへとプレーエリアが変化していった。
2013年7月、ユヴェントスのアントニオ・コンテ監督やジュゼッペ・マロッタGMがジャッケリーニのサンダーランド移籍を示唆していた。2013年7月16日、サンダーランド移籍が決定。怪我に苦しみ2014-15シーズンは僅か8試合のみの出場に終わった。
2015年9月、セリエAへ昇格したボローニャFCに1年間のレンタル移籍が決定。
2016年7月16日、ナポリに移籍。
2018年1月31日、キエーヴォ・ヴェローナに2018年6月30日までのレンタル移籍で加入。
2018年7月4日、キエーヴォ・ヴェローナへ完全移籍。

### 代表
2012年、UEFA EURO 2012に臨むイタリア代表に選出された。EURO2012の初戦となる6月12日のスペイン戦で代表デビューを飾った。
2013年6月11日のハイチとの親善試合で代表初得点を挙げた。しかし、2014年ブラジルW杯では所本大会メンバーから落選した。
2016年ユーロ、ベルギー戦でゴールを決めマンオブザマッチに選出された。また決勝トーナメント1回戦ではキエッリーニのゴールをアシストし、前回王者を破ってのベスト8入りに貢献した。

## タイトル

### クラブ
ユヴェントスFC
- セリエA ： 2011-12, 2012-13
- スーペルコッパ・イタリアーナ ： 2012